# Eliška Křenková
Eliška Křenková (* 31. ledna 1990 Praha) je česká filmová a televizní herečka. Za výkon ve filmu režiséra Olma Omerzu Všechno bude obdržela léta 2018 Českého lva pro nejlepší herečku ve vedlejší roli.

## Život
Narodila se v Praze. Původně chtěla být tanečnicí a choreografkou, vystudovala konzervatoř Duncan Centre, později se rozhodla dát přednost herectví. V roce 2014 absolvovala na Divadelní fakultě Akademie múzických umění magisterský obor herectví, na Katedře alternativního a loutkového divadla.

## Film a televize
Poprvé se objevila před kamerou v roce 2005 v seriálu Ulice; roku 2011 byla obsazena do mezinárodního historického seriálu Borgia a historického seriálu České televize s názvem Vyprávěj. Poté hrála řadu menších rolí v populárních filmech jako Rafťáci, Muži v naději, Padesátka nebo Probudím se včera. Titulní roli v roce 2019 ztvárnila v televizním filmu Nonstop lahůdky, který je součástí cyklu Jak si nepodělat život.
Kromě populárních filmů se věnuje především nezávislé tvorbě a účinkování ve filmech ceněných režisérů. Významnější role ztvárnila ve filmech původem slovinského režiséra, absolventa FAMU, Olma Omerzu – Rodinný film, Všechno bude a Atlas ptáků; za roli tajemné stopařky ve snímku Všechno bude získala Českého lva za nejlepší ženský herecký výkon ve vedlejší roli. Po rolích v nezávislých filmech (Křižáček, Tiché doteky) byla obsazena do role alchymické učednice Amélie ve fantasy pohádce Princezna zakletá v čase; premiéra volného pokračování je naplánována na rok 2022. Posledním filmem, ve kterém ztvárnila hlavní stejnojmennou roli Elišky, je romantické drama Marťanské lodě režiséra Jana Foukala. Snímek vznikl na motivy osobních vzpomínek frontmana kapely Květy, zpěváka Martina E. Kyšperského. V roce 2022 dokončila natáčení historického dramatu režiséra Matěje Chlupáčka Úsvit.
Objevila se také v několika studentských filmech, například v krátkometrážní komedii Vojtěcha Kotka Ctrl Emotion.

## Divadlo
Společně s Terezou Rambou účinkovala v představení Amerikánka, které vzniklo jako site-specific projekt Film naživo, který pro kina v době pandemie covidu-19 režíroval Viktor Tauš. Na Letních shakespearovských slavnostech v roce 2023 se představila v roli Mirandy v inscenaci Shakespearovy Bouře.

## Zajímavosti
- Mezi její záliby patří tanec, lyžování, snowboarding a plavání.

## Filmografie

### Filmy
| Rok  | Název                      | Role                | Poznámka                                      |
| ---- | -------------------------- | ------------------- | --------------------------------------------- |
| 2006 | Rafťáci                    | Vendula             |                                               |
| 2009 | Čerpací stanice            | zákaznice           | studentský film                               |
| 2009 | Ctrl Emotion               | Evelínina kamarádka | studentský film                               |
| 2011 | Muži v naději              | Bára                |                                               |
| 2012 | Probudím se včera          | 18letá Zuzana       |                                               |
| 2014 | Andělé všedního dne        | anděl Ilmuth        |                                               |
| 2014 | Parádně pokecal            |                     |                                               |
| 2014 | Všiváci                    | Jana                |                                               |
| 2015 | Rodinný film               | Kristýna            |                                               |
| 2015 | Padesátka                  | Ilona               |                                               |
| 2017 | Anna                       |                     | krátkometrážní film                           |
| 2017 | Křižáček                   |                     |                                               |
| 2018 | Všechno bude               | Bára                | Český lev – nejlepší herečka ve vedlejší roli |
| 2019 | Tiché doteky               | Mia                 |                                               |
| 2019 | Jiří pes uprchlík          |                     | krátkometrážní film                           |
| 2020 | Princezna zakletá v čase   | Amélie              |                                               |
| 2021 | Marťanské lodě             | Eliška              |                                               |
| 2022 | Princezna zakletá v čase 2 | Amélie              |                                               |
| 2023 | Úsvit                      |                     |                                               |
| 2024 | Život k sežrání            | Sofie (hlas)        |                                               |

### Televize
| Rok       | Název                  | Role                      | Poznámka                   |
| --------- | ---------------------- | ------------------------- | -------------------------- |
| 2005      | Ulice                  | Eliška Pávková            |                            |
| 2007      | Škola ve mlejně        | žákyně Měchulová          | TV film                    |
| 2010      | Běžci                  | Pětka                     | TV film                    |
| 2011–2013 | Borgia                 | Sancia Squillace          | 4 díly                     |
| 2012–2013 | Vyprávěj               | Lucie Francová            | 23 dílů                    |
| 2013      | Škoda lásky            |                           | 1 díl (Přirozený talent)   |
| 2014      | Neviditelní            |                           |                            |
| 2015      | Vinaři                 | Klára Hamplová            | 16 dílů                    |
| 2015      | Vraždy v kruhu         | Erika Hašková             | 1 díl (Na nejvyšší úrovni) |
| 2016      | Pustina                | Klára Sikorová            | 8 dílů                     |
| 2016      | Já, Mattoni            | pokojská Luci             | 1 díl (Láska a intriky)    |
| 2018      | Specialisté            | prap. Monika Švarcová     | (od 2. řady)               |
| 2018      | Přijela pouť           | Mia                       | minisérie                  |
| 2019      | Všechno je jinak       | Lištice                   | 6 dílů                     |
| 2019      | Sever                  | Lucie Svobodová           | televizní seriál           |
| 2019      | Jak si nepodělat život | Lenka                     | díl: „Non-stop lahůdky“    |
| 2021      | Jako letní sníh        | švédská královna Kristýna |                            |
| 2021      | Boží mlýny             | Markéta Stránská          |                            |
| 2022–2024 | Iveta                  | Ivana Bartošová           |                            |
| 2023      | Volha                  | Asistentka Dáša           |                            |